# Кузнецов, Максим Олегович
Максим Олегович Кузнецо́в (род. 15 июля 1984, Брянск) — российский дзюдоист, чемпион и призёр чемпионатов России, победитель открытых чемпионатов Латвии (2011) и Финляндии (2011), обладатель открытого Кубка Швеции (2009 год, Бурос), обладатель и призёр этапов Кубка Европы, призёр Кубка мира, мастер спорта России международного класса.

## Биография
Родился 15 июля 1984 года в Брянске, СССР в семье дзюдоиста. С 6 лет начал заниматься в секции гимнастики. В 10 лет поступил в школу дзюдо детско-юношеской спортивной школе Брянска под руководством Игоря Васильевича Михайлина. 
В 2002 году стал бронзовым призёром чемпионата Европы среди юниоров, где его заметил тренер Станислав Жуков. По его предложению переехал в Рязань. В 2003 году стал чемпионом России среди молодёжи, а в 2004 и 2006 — чемпионом среди взрослых. В 2009 году начал работать с новым тренером Андреем Брайниным и в том же году стал чемпионом России.

## Спортивные результаты
- Чемпионат России по дзюдо 2004 года — ;
- Чемпионат России по дзюдо 2006 года — ;
- Чемпионат России по дзюдо 2009 года — ;
- Чемпионат России по дзюдо 2013 года — ;